# Enrique Navarra
Enrique Navarra (* 7. Oktober 1905 in Buenos Aires, Argentinien; † 30. September 1994 ebenda) war ein argentinischer Karambolagespieler in der Disziplin Dreiband.

## Biografie
Enrique Navarra (I) entstammt einer Billard-Familie, dessen Patriarch sein Onkel „Don“ Ezequiel Navarra (I) (* 1883) war. Alle waren „Billarista“. Dieser hatte drei Söhne, Juan Navarra (1914–2000), Ezequiel Navarra II (1917–1993) und Enrique Navarra II (1924–2009) die ebenfalls erfolgreiche Spieler waren, allerdings im Profibillard, zu der Zeit noch unterschieden vom Amateurbillard. Enrique (I) lernte von seinem Onkel Don Ezequiel und den anderen "Navarrita" das Billardspiel. In Argentinien heißt es: „Von Billard zu sprechen, bedeutet, über Navarra zu sprechen.“
Don Ezequiel war gebürtig aus Santa Lucía, einem Vorort von Montevideo, Uruguay. Ende des 19. Jahrhunderts übersiedelte er nach Buenos Aires, Argentinien, eröffnete den Billardsalon „Club del Progreso“ an der Avenida de Mayo, in dem er auch Unterricht gab. In den Cafés von Rivera (heute Córdoba  und Canning (heute Scalabrini Ortiz) gab er seine Billardleidenschaft an seine Kinder und den Neffen weiter. Im „Club Los 36 Billares“ in der Avenida de Mayo, gab es Shows von Billard-Talenten: Juan, der älteste, kümmerte sich um Enrique (I) und die anderen. In seinem Club mit seinem ganzen Komfort hatte Don Ezequiel die Zeit und Möglichkeiten, seinen Kindern Billard beizubringen und sie zu Champions zu machen. Aber zuerst unterrichtete er seinen Neffen Enrique (I) im Billard. Geboren 1905, der, als er zehn Jahre alt war, von seinen Eltern ein paar Tage zu seinem Onkel Ezequiel geschickt wurde, um Billard zu spielen. Der Onkel sah das Talent des Jungen und die wenigen Tage des Besuchs entwickelten sich in 8-Stunden-Trainingstage. Innerhalb von sechs Monaten hat der kleine Enrique gut spielen gelernt.

### Karriere
Im Alter von 19 Jahren wurde Enrique (I) Argentinischer Meister in Cadre 45/2. 1937 gewann er die nationale Freien Partie-Meisterschaft und 1948 die Dreiband-Meisterschaft. Im Jahr 1949 gewann Enrique die Südamerikameisterschaft zwei Mal, wieder im Dreiband. Die größten Erfolge von Enrique auf internationaler Ebene waren die Dreiband-Weltmeisterschaft 1953 und 1958 und der zweite Platz im Pentathlon 1954 in Buenos Aires hinter dem großen Pedro Leopoldo Carrera.

## Sonstiges
1922 begann Navarra bereits Billardkurse im Salon „20 Billares“ zu geben, dass er bis 1936 beibehielt, dem Jahr, in dem der „Club Callao“ seine Türen öffnete und dem er viele Jahre lang vorstand. Als Präsident dieses Saals gründete er zusammen mit anderen Clubs die „Federación Argentina de Billar“ (FAB), Vorgänger des heutigen Billard-Dachverbandes „Federación Argentina de Aficionados al Billar“ (FAAB).

## Ehrungen
- 1980 wurde Navarra mit dem Premios Konex „Diploma al Mérito“ der Fundacion Konex ausgezeichnet.[1]

## Erfolge
- Dreiband-Weltmeisterschaft:  1953, 1958  1966  1963
- Dreiband-Panamerikameisterschaften:  1949/1, 1949/2, 1952, 1953  ?  ?
- Fünfkampf-Weltmeisterschaft:  1954
- Argentinische Dreibandmeisterschaft:  1949, 1953, 1955 (zweimal), 1956, 1957, 1959, 1962, 1964

Quellen: 